# Bogdan Dąbrowski
Bogdan Dąbrowski (ur. 1939, zm. 20 maja 2018 w Łodzi) – polski koszykarz, reprezentant kraju. 
Dąbrowski bronił barw ŁKS-u Łódź przez większość swojej kariery (lata 1954-1970). W międzyczasie, na dwa lata przeniósł się do Wisły Kraków, z którą w 1962 wywalczył tytuł mistrza Polski. W 2008 znalazł się w pierwszej dziesiątce najlepszych powojennych koszykarzy w Łodzi. Zmarł 20 maja 2018 roku.